# Domenico Modugno: a sicilian in Paris
Domenico Modugno: a sicilian in Paris (1958) è il primo album di Domenico Modugno pubblicato negli Stati Uniti.

## Il disco
Grazie al grandissimo successo che il cantautore pugliese ebbe con la canzone Nel blu dipinto di blu a Sanremo nel 1958, negli Stati Uniti la Jubilee Records decide di pubblicare un album che racchiude alcune canzoni dell'artista cantate in lingua francese quando quest'ultimo era sotto contratto in Francia con l'etichetta Barclay.
Molti brani sono adattati dal siciliano al francese mentre altri sono esclusive canzoni scritte dal cantante direttamente in francese per l'occasione. L'album non contiene la canzone Nel blu dipinto di blu

## Tracce
LATO A
1. Un sicilien a Paris (P.Saka - D.Modugno)
2. Frimousse (Musetto) (P.Saka-D.Modugno)
3. Moi, ta mere et toi (Io, mammeta e tu) (R.Pazzaglia - P.Saka - Modugno)
4. Les fleurs et l'amour (Lemarque - Modugno)
5. L'homme et la montagne (Lu minaturi) (P.Delanoë - Modugno)
6. Cavadduzzu (Modugno)

LATO B
1. Si tu vas (La donna riccia) (P.Saka - Modugno)
2. L'homme en habit (Vecchio frack) (P.Delanoë - Modugno)
3. L'ane et le paysan (Lu sciccareddu 'mbriacu) (Lemarque - Modugno)
4. Le petit reveil (La sveglietta) (Nebbia - Modugno)
5. Le cheval de la mine (Cavaddu cecu de la minera) (P.Delanoë - Modugno)
6. Lazzarella (R.Pazzaglia - Modugno)